# Музей архитектуры имени А. В. Щусева
Музе́й архитекту́ры и́мени Алексе́я Щу́сева — музей истории архитектуры в Москве. С 1949 года носит имя архитектора Алексея Щусева. Открытие состоялось в 1964 году после объединения Государственного музея русской архитектуры и музея Академии архитектуры СССР.
С 1991 года коллекция располагается в доме Талызина на Воздвиженке, памятнике истории и архитектуры — объекте культурного наследия народов России федерального значения.
Помимо выставочной деятельности, музей занимается научными исследованиями и содействует реставрации памятников архитектуры. В структуру музея входят филиалы: Музей Мельниковых, трапезная палата XVII века, расположенная в здании Аптекарского приказа, выставочное пространство «Руина», а также научные отделы хранения фондов, библиотека, архив, реставрационные мастерские, фототека, отдел популяризации архитектуры, отдел развития. По состоянию на 2018 год музейный фонд содержит более миллиона экспонатов: оригинальные чертежи, модели домов, фотографии и архивные документы.
Ввиду того, что в Европе собрания архитектурных проектов, рисунков, моделей и архитектурной фотографии, как правило, являются частью музеев изобразительных искусств или музеев декоративно-прикладного искусства, а отдельные музеи архитектуры (например, во Франкфурте и Вене) невелики, Музей архитектуры имени А. В. Щусева считается крупнейшей институцией такого профиля в мире.

## История

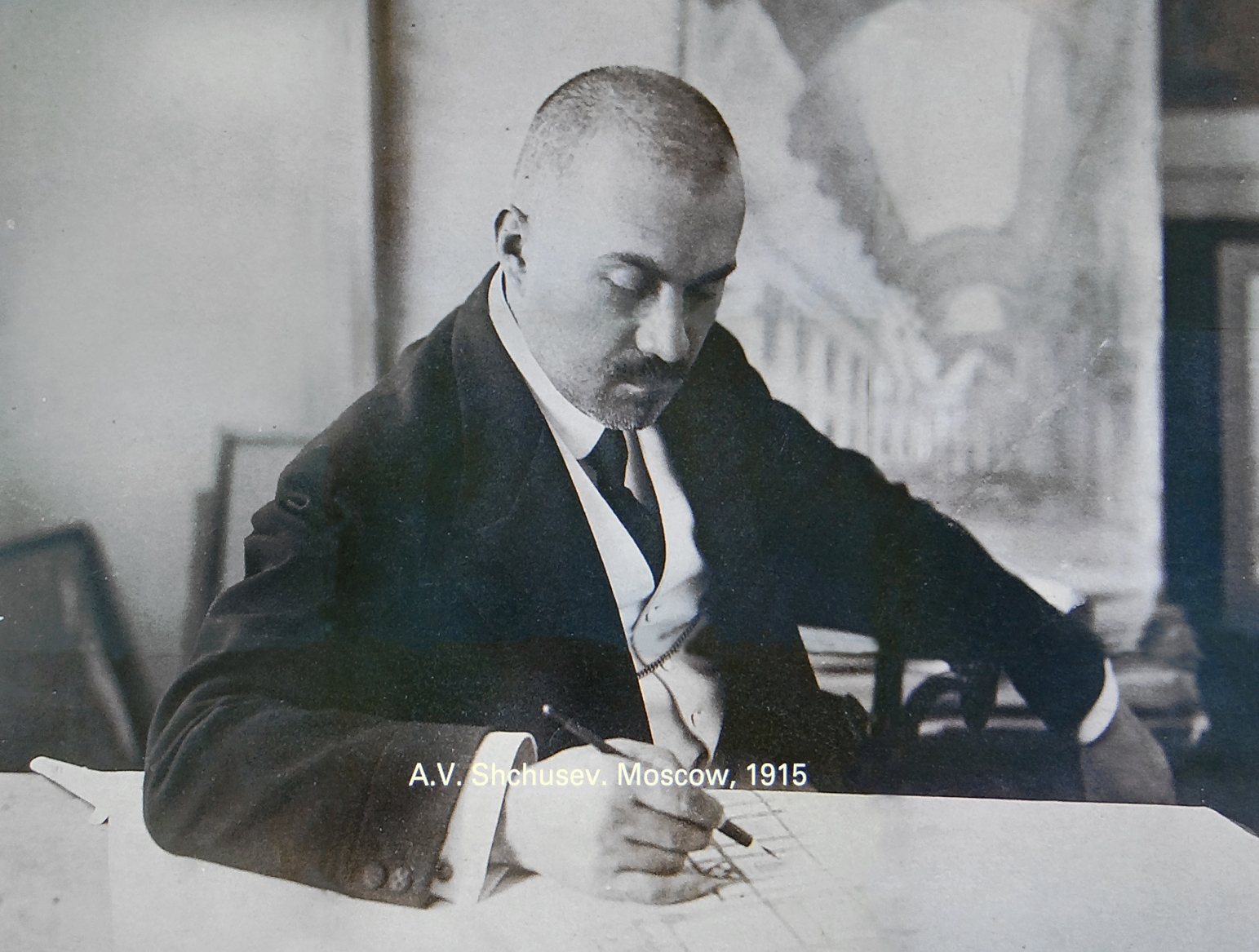
Алексей Щусев в 1914 году

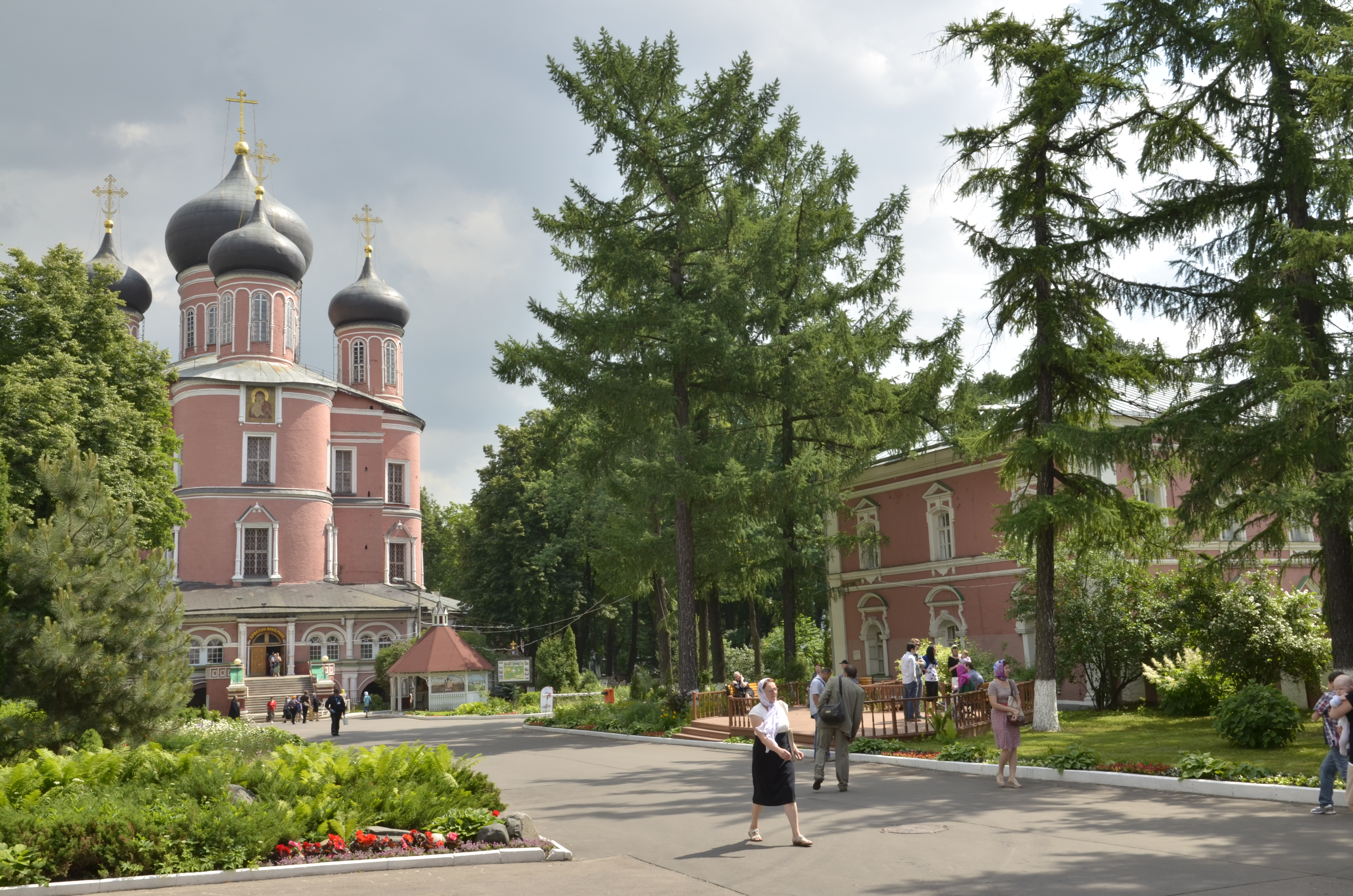
Территория Донского монастыря, где была расположена экспозиция музея, 2013 год

### Основание
Первые идеи о создании музея архитектуры высказывались управлением Москвы ещё в XIX веке. В 1917 году Комитет по делам искусств под руководством Максима Горького опубликовал «Воззвания о сохранении произведений искусства». За разработку проекта музея взялось Московское археологическое общество.
…Создать грандиозный музей — постоянную выставку, куда помещались бы результаты исследования памятников Московской области — картины, гравюры, обмеры, фотографии, модели, слепки и т.д. Нужно создать новый тип музея, где люди учились бы понимать красоту архитектуры — создать проходные пассажи, галереи, целые улицы, где проходящий и гуляющий народ между делом и прогулкой невольно воспринимал бы в графических и художественных произведениях красоту рассыпающихся кругом архитектурных богатств… Музея русского искусства архитектуры еще не существует; создать его — наш ближайший долг.Комиссия по охране памятников искусства и старины, 1918 год
Впоследствии была создана специальная комиссия, главной целью которой стало формирование архитектурно-художественного фонда для хранения исторических материалов и документов о современной архитектуре. В состав комиссии вошли представители Наркомпроса и Моссовета: Н. В. Бакланов, Иван Машков, Иван Рыльский, Г. Н. Суханов, Алексей Щусев. В результате обсуждений был создан Архитектурно-художественный отдел Наркомпроса под руководством Ивана Жолтовского. Предполагалось, что учреждение будет находиться в здании Английского клуба на Тверской улице и туда будут доставляться макеты городов, гравюры и фотографии памятников архитектуры.
В течение следующего десятилетия работа над созданием музея архитектуры была временно приостановлена и возобновилась только в 1930-е годы после заседания Союза советских архитекторов. На встрече присутствовали Леонид и Виктор Веснины, Иван Леонидов, Моисей Гинзбург, Даниил Фридман, Каро Алабян и Иван Рыльский. По итогам собрания решили создать очередную комиссию, в которую вошли архитекторы Иван Рыльский, Владимир Семёнов, Виктор Балихин, Алексей Щусев, а также архитектуроведы Давид Аркин, Семён Аранович. В результате работы комиссии в 1933-м при Президиуме ЦИК СССР была создана Академия архитектуры, ставшая одновременно высшим учебным и научно-исследовательским учреждением. В её составе открылся музей архитектуры, под экспозицию которого городские власти выделили помещения в Донском монастыре. Основная экспозиция находилась в Большом соборе, в то время как на территории располагались художественные фрагменты разрушенных памятников, которые были спасены сотрудниками музея. В фондах музея хранились материалы по русской архитектуре, европейскому, византийскому и ближневосточному зодчеству. Особую ценность представляли редкие предметы: образцы-макеты новозеландских хижин и индокитайских свайных жилищ. Сохранившийся на территории Донского монастыря некрополь XVIII—XIX веков стал центром экспозиции. Поскольку созданный музей являлся научным учреждением, доступ в него был открыт только специалистам.

### Развитие музея

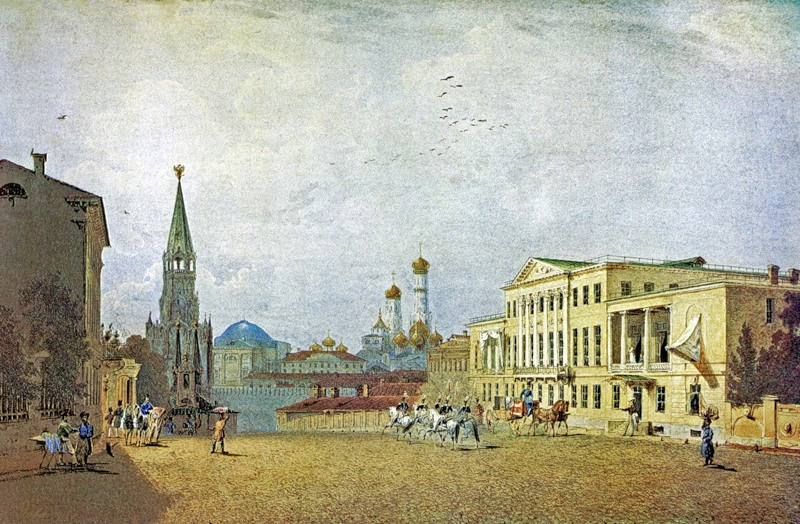
Дом Талызина в 1840-х годах

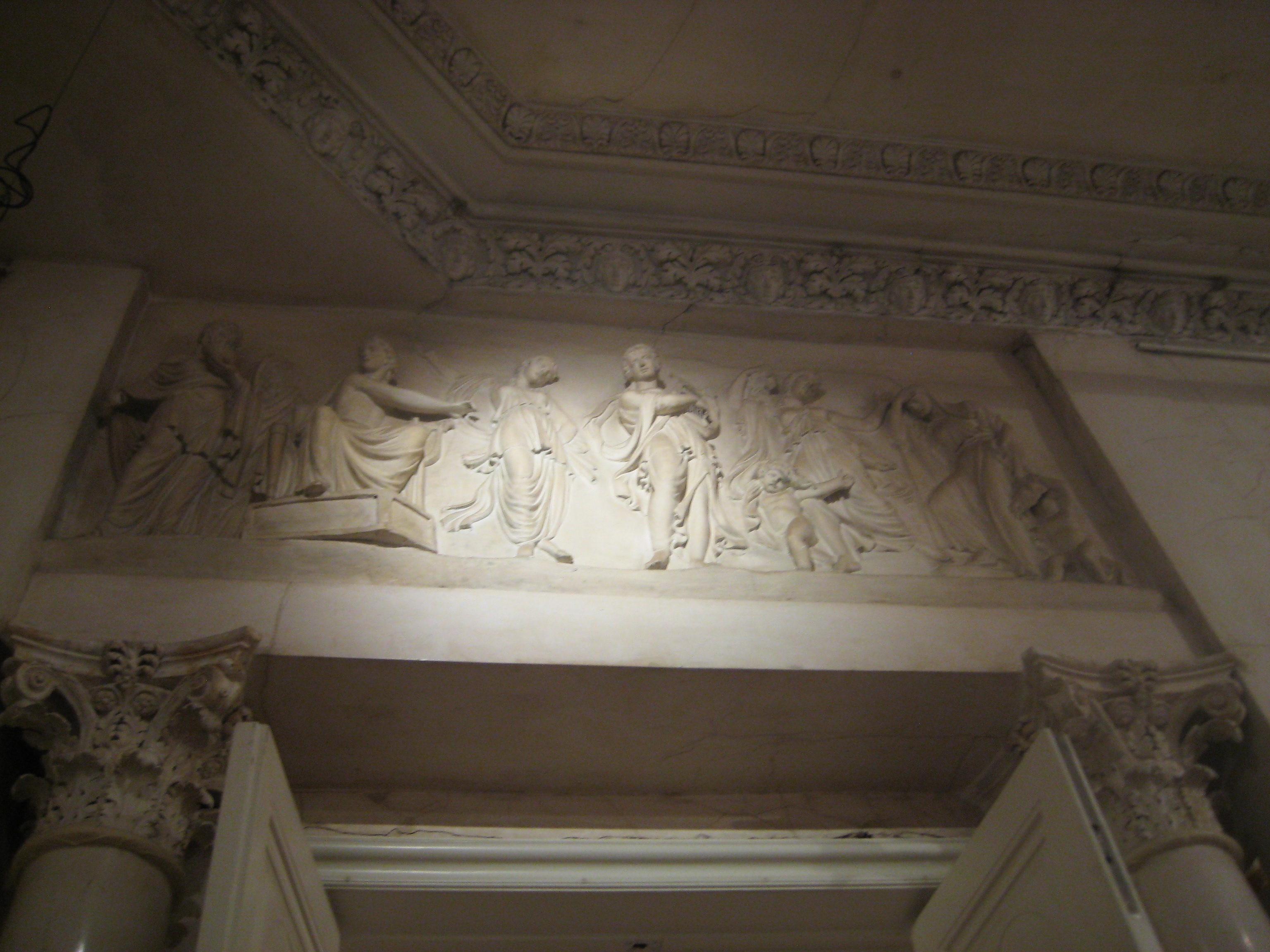
Интерьеры музея, 2010 год

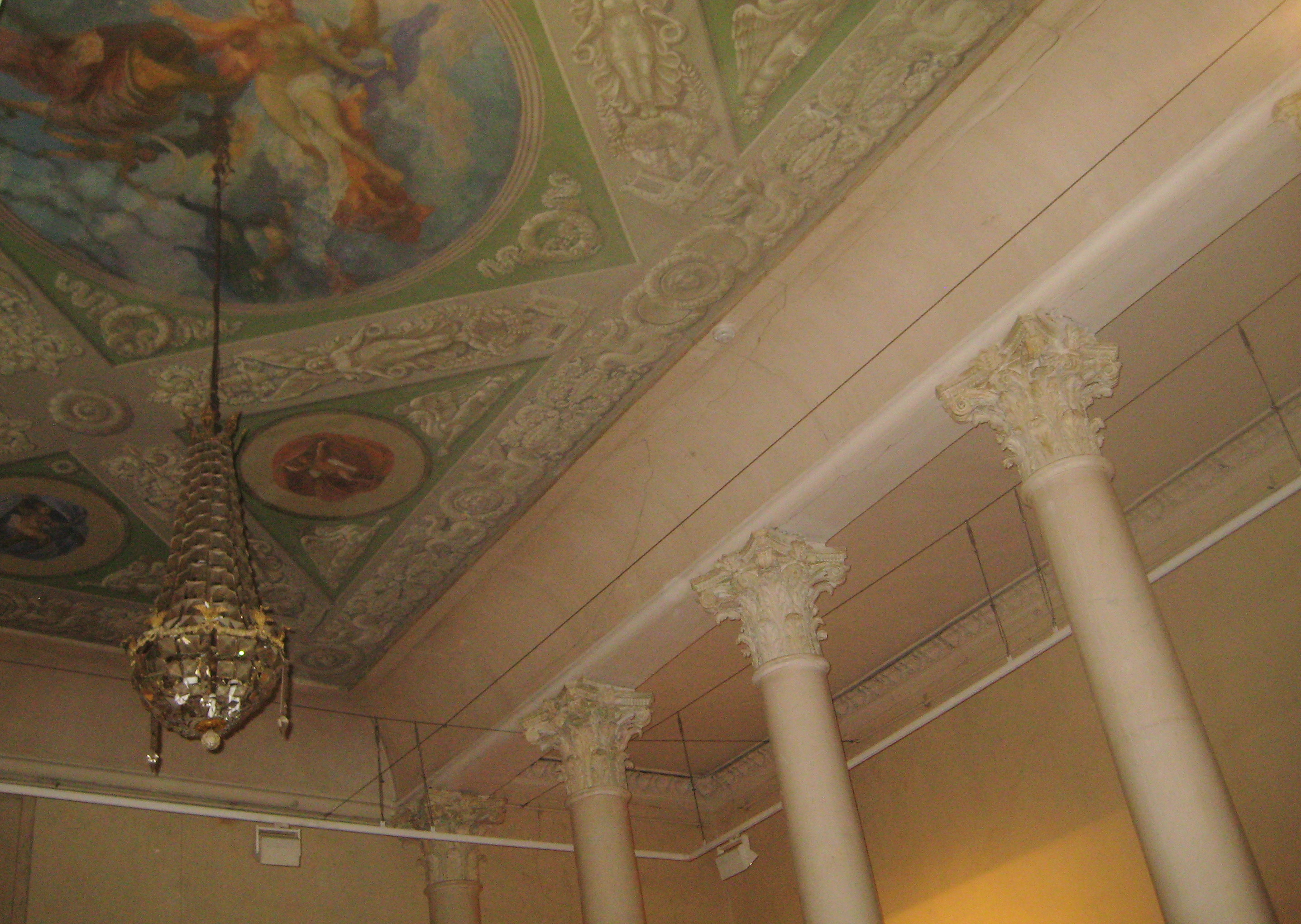
Интерьеры музея, 2010-е годы

В послевоенные месяцы Алексей Щусев проводил общественную кампанию о важности открытого музея архитектуры, и в 1945 году Вячеслав Молотов выпустил постановление о создании Республиканского музея русской архитектуры. Учреждение решили разместить в усадьбе Талызиных, построенной в XVIII веке по проекту Матвея Казакова. Здание было отреставрировано архитектурным бюро Алексея Щусева: реконструировали фасад и внутренние перекрытия, а в вестибюле восстановили орнаменты в древнеегипетском стиле. Во дворе усадьбы находится Аптекарский приказ. Открытие первого в Москве общедоступного архитектурного музея состоялось в 1945 году.
Первым директором Республиканского музея архитектуры был назначен Алексей Щусев. Под его руководством музей стал оплотом борьбы за сохранение наследия и крупным научно-исследовательским центром архитектуры и градостроительства. После смерти Щусева в 1949 году Совет Министров СССР присвоил музею имя архитектора. Первая постоянная экспозиция на основе материалов, собранных в Новгороде, Пскове и Поволжье, была открыта в 1957-м. Одним из главных объектов постоянной экспозиции стало само здание усадьбы Талызиных, отреставрированное проектной мастерской Щусева. По замыслу Щусева, со временем число таких «экспонатов» должно было пополниться за счёт открытия филиалов музея и в других памятниках архитектуры.
В 1964 году произошло слияние с музеем Академии архитектуры СССР в Донском монастыре, объединённое научно-музейное учреждение получило название Государственный научно-исследовательский музей архитектуры имени Алексея Щусева. Основная экспозиция была размещена в усадьбе Талызиных, в то время как в Донском монастыре организовали филиал с постоянной экспозицией древнерусского зодчества. В этот период музей стал центром по изучению русской и советской архитектуры: сотрудники проводили тематические выставки, организовывали передвижные экспозиции в СССР и за рубежом, а также занимались развитием лектория по истории русского творчества, архитектурной библиотеки и открытого для доступа научного фотокаталога.
В начале 1990-х годов Донской монастырь вернули Русской православной церкви, экспонаты перенесли на Воздвиженку. Правительство Москвы пообещало вернуть музею утраченные 8340 м² выставочного пространства, потерянные при отчуждении монастыря, однако соглашение до сих пор не вступило в силу. В 1992-м в музее был создан отдел архитектурных архивов, в состав которого вошли личные архивы Петра Барановского, Алексея Щусева, Михаила Ильина, Ивана Жолтовского, а также «Мособлеставрации». Дом Талызина был разделён на несколько отделов: реставрационные мастерские, фототека, библиотека научной литературы, фонды хранения, архивы и отдел популяризации архитектуры.
В 1995 году президент России присвоил зданию статус особо ценного объекта культурного наследия.
В середине 1960-х годов конструкции особняка Талызина деформировались. Причиной послужила прокладка Филёвской линии метро и новых систем коммуникаций, проходящих под Воздвиженкой. В середине 1990-х годов архитектор Галина Солодкая разработала комплексный проект по реставрации усадьбы, Аптекарского приказа и бывшего каретного сарая. Работы стартовали через несколько лет, однако из-за непостоянного государственного финансирования реставрация зданий несколько раз прерывалась. К 2013-му реконструировали несколько залов парадной анфилады комнат, там были открыты первые два зала постоянной экспозиции. По состоянию на 2018 год в особняке ведутся ремонтные работы, из-за чего большая часть музейной коллекции недоступна для посещения.

### Современность
В 2015 году Министерство культуры профинансировало создание виртуальной экспозиции музея. На портале размещены архивные материалы, сгруппированные по семи периодам: древнерусская архитектура (X—XVII века), барокко (XVII—XVIII века), классицизм (1760—1830-е годы), историзм (1840—1910-е годы), модерн (1890—1910-е годы), авангард (1910—1930-е годы), советская архитектура (1920—1980-е годы).
В 2017 году директором музея была назначена Елизавета Лихачёва, ранее занимавшая должность старшего научного сотрудника и работавшая в филиале — Музее Мельниковых. В 2018-м музей объявил конкурс на летнюю застройку внутреннего двора усадьбы Талызина, где будут проводиться образовательные и культурные мероприятия.
В 2018 году музей стал победителем Международного фестиваля F@IMP 2.0, проходившего в Германии 31 мая и 1 июня, получив серебряную награду в номинации «Мобильное приложение».

## Директоры
- Алексей Викторович Щусев (1945 — май 1949)[22]
  - Наум Львович Минкин (и. о., июнь 1949 — 24 ноября 1949)[22]
- Сергей Егорович Чернышёв (24 ноября 1949 — 1 января 1954)[22]
- Николай Дмитриевич Виноградов (и. о., 25 января 1954 — 30 июля 1956)[22]
- Наум Сергеевич Кабуковский (30 июля 1956 — февраль 1962)[22]
- Елена Антоновна Панфиленко (февраль 1962 — 15 июля 1963)[22]
- Виктор Иванович Балдин (15 июля 1963 — 1987)
- Алексей Михайлович Щусев (1987—1990)
- Владимир Александрович Резвин (1990—2000)
- Давид Ашотович Саркисян (2000—2010)
- Ирина Михайловна Коробьина (2010—2017)
  - Ирина Владимировна Чепкунова (и. о., январь 2017 — март 2017)
- Елизавета Станиславна Лихачёва (2017 — 2023)
- Наталья Олеговна Шашкова (март 2023 — настоящее время)

## Структура

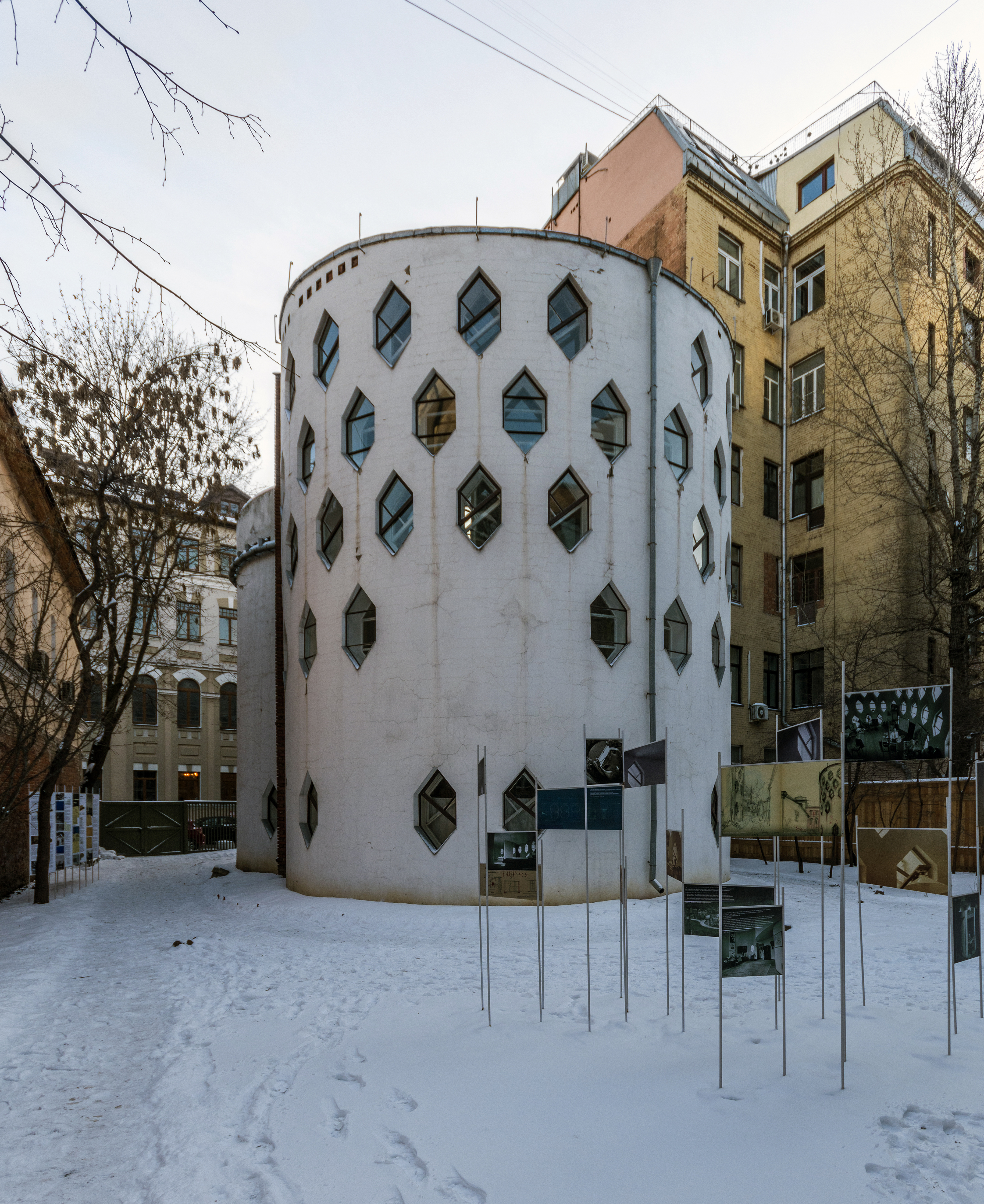
Дом Мельникова, 2016 год

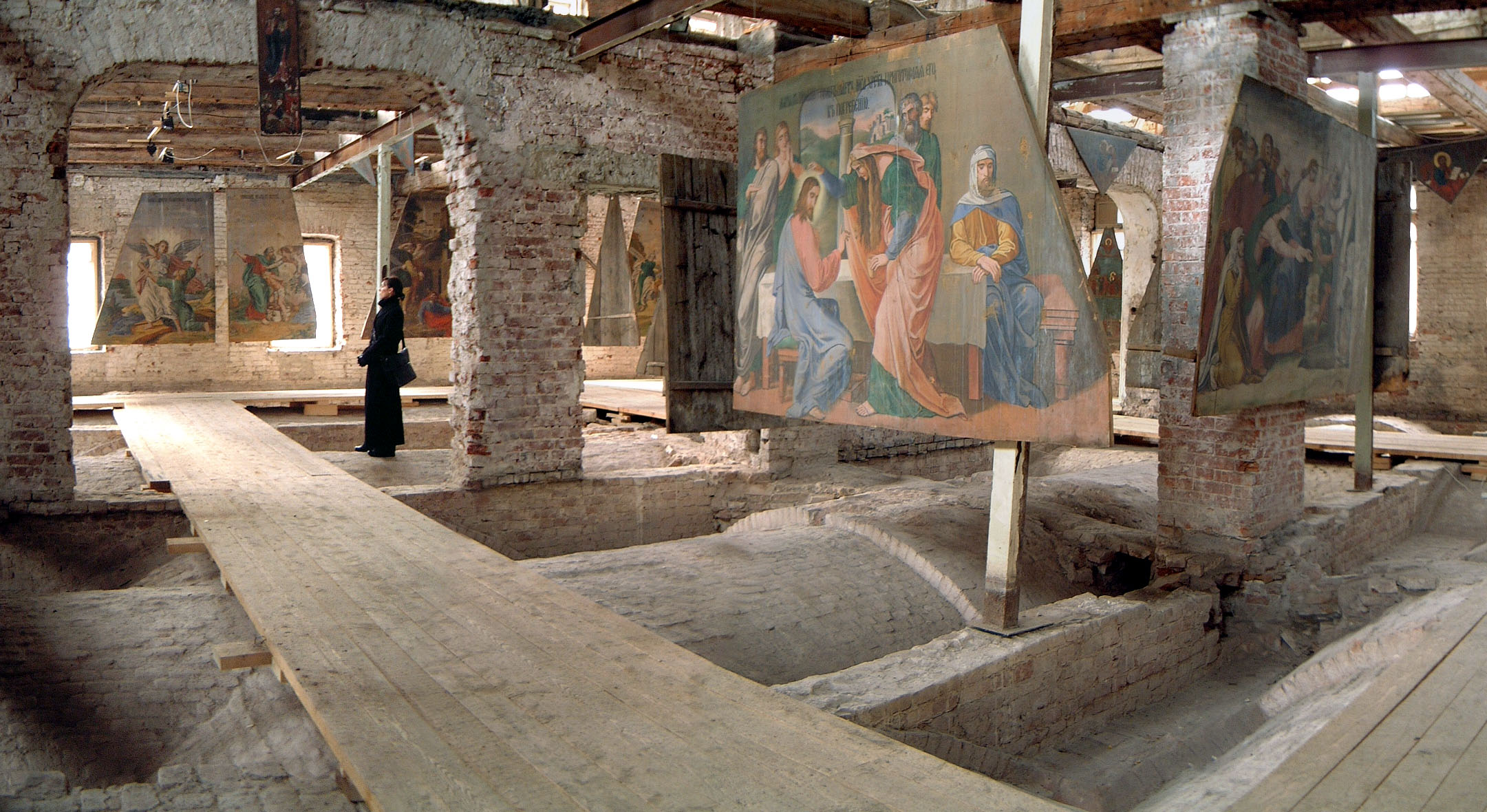
Экспозиционное пространство флигеля «Руина», 2002 год

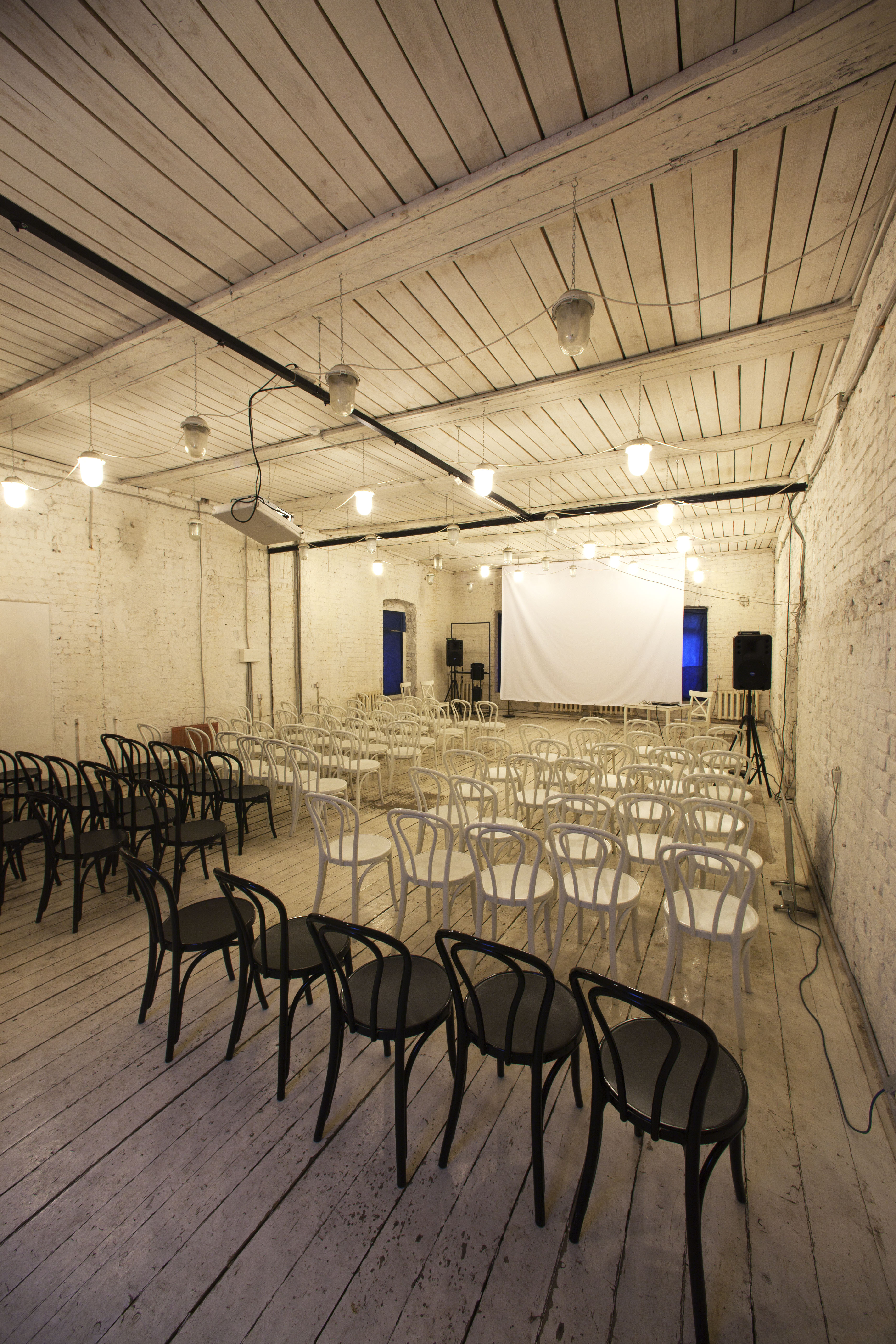
Лекторий, 2012 год

### Музей Мельниковых
Дом Мельникова был построен в 1927—1929 годах как квартира и мастерская для архитектора Константина Мельникова и его семьи. Отличительной особенностью здания стала его форма — на примере этого проекта архитектор воплотил в жизнь идею возведения круглой постройки. Мельников завещал свой дом детям — Виктору и Людмиле. После смерти архитектора в здание заселился Виктор Мельников, из-за чего в 1988 году Людмила подала на брата в суд с требованием присудить ей половину дома-мастерской с правом проживания. Мосгорсуд удовлетворил иск и присудил Людмиле ½  здания, однако без права проживания в нём. В 2005-м Виктор Мельников завещал передать государству как дом, так и творческие архивы Константина Мельникова с условием создания в помещениях музея. Соответствующее постановление Минкульта вышло в 2014 году. Однако с начала 2010-х в здании на основании прописки проживала внучка архитектора Екатерина Каринская, которая отказывалась покинуть помещения и в 2014 году заявила о взломе исторической двери сотрудниками Щусева, которые пытались пробраться в дом. Последовали суды о законности проживания внучки Мельникова в его здании. В 2016 году руководство Музея Щусева заявило об урегулировании юридического конфликта и включении дома Мельникова в качестве филиала. Вторая внучка архитектора Елена Мельникова стала куратором мемориальной экспозиции музея.

### Флигель «Руина»
В 1991 году в состав музея вошло здание бывшего каретного сарая усадьбы Талызиных. Изначально в нём планировалось расположить фондохранилище для экспонатов Донского монастыря. Однако музей не нашёл финансирование для переоборудования здания под хранение документов, а в середине 1990-х годов из-за пожара пострадала крыша. В 2009-м директор музея Давид Саркисян организовал в полуразрушенном флигеле выставку, чем привлёк внимание. Вторая временная выставка, организованная в 2012 году, была посвящена деятельности архитектурного бюро «Руина». Через два года бюро взялось за реставрацию флигеля, получившего в итоге такое же название.
Особенностью процесса реконструкции здания стало сохранение аутентичных материалов, открытых сводов XVIII века, наслоений краски на стенах, оригинальной штукатурки и старой укладки. Интерьер и экспозиции можно рассмотреть со специальных дорожек — новый пол в здании укладывать не стали.
Особенность этого пространства в том, что оно показывает три века русской архитектуры. Своды первого этажа — это своды XVIII века, каретного сарая усадьбы Талызиных. В первую половину XIX века здание было надстроено вторым этажом, и там была людская, где жила прислуга усадьбы. Потом, когда уже во второй половине XIX века в здании поселилось Московское казначейство, сделали третий этаж. И все периоды застройки здания удалось сохранить. Это очень редкий для Москвы случай. Обычно мы оставляем оконные своды изнутри, а тут у вас есть возможность увидеть их с лицевой стороны. Помимо всего прочего, там прекрасной, потрясающей красоты стропила  — это чистая геометрия архитектуры. Стропильные конструкции на самом деле не менее красивы, чем сводчатые, но обычно их закрывают потолком, а здесь они открыты.Директор музея Елизавета Лихачёва
Во флигеле представлен законсервированный кабинет бывшего директора Давида Саркисяна, а на втором этаже оборудован лекторий, вмещающий до 100 человек. Лекторий Музея архитектуры был создан одновременно с Музеем академии архитектуры СССР в 1934-м. В первые годы существования лекторий был выездным: многие ведущие специалисты выступали с речами на заводах и фабриках. Работа лектория не прекращалась даже во время Великой Отечественной войны. После объединения двух музеев в 1964 году лекторий получил постоянный зал в усадьбе Талызиных. С того момента основная работа была направлена на освещение исторического процесса развития русской архитектуры. В музее выступали с лекциями архитекторы Михаил Посохин и Константин Мельников. После переноса экспозиции древнего зодчества из Донского монастыря в усадьбу Талызиных лекционный зал был также отдан под размещение фондов из-за недостатка помещений. По этой причине лекции проводились раз в неделю среди экспозиции главного здания. Лекторий в «Руине» открыли в 2011 году.

## Экспозиция
Собрание музея было сформировано из подлинных проектов, гравюр, рисунков, фотографий, переданных из Государственного музейного фонда, Эрмитажа, Государственного исторического музея, а также частных коллекций. Фонд обмерных чертежей памятников русской архитектуры был создан из коллекций Московского археологического общества и Центральных государственных реставрационных мастерских.
По состоянию на 2018 год в состав музея входят более 1 миллиона предметов. Фонды содержат материалы, отражающие тысячелетнюю историю архитектуры России. Экспозиция музея включает коллекцию архитектурной графики, макетов, фотографии, образцы строительных материалов, скульптуру, ткани, мебель. Одними из самых ценных экспонатов являются коллекция мебели XIX века, чертежи и графические работы Василия Баженова, Матвея Казакова, Осипа Бове, Алексея Щусева, российских авангардистов, коллекции русской живописи и архитектурной фотографии. Также в одной из витрин представлен нереализованный макет Большого Кремлёвского Дворца, созданный по проекту Василия Баженова.
В сентябре 2020 года открылась постоянная экспозиция «Калязин. Фрески затопленного монастыря», посвящённая результатам многолетней работы по изучению и сохранению уникальной коллекции фресковой живописи, частично спасённой в 1940 году из затопленного Троицкого Макарьева монастыря и долгие годы хранившейся в фондах музея. Экспозиция посвящена как истории разрушенного Троицкого Макарьевого монастыря, так и этапам спасения и реставрации уникальной стенописи. Фрески в соборе монастыря были созданы царскими иконописцами, известными по лучшим живописным циклам первой половины XVII века в Московском кремле и Звенигороде.
Музей, обладая обширной коллекцией, хранящейся в запасниках, регулярно готовит тематические выставки, такие как: «Советский дизайн 1920—1960», «Сокровища Пальмиры», «Монументальные работы Александра Дейнеки 1930—1940 годов» и другие. Во внутреннем дворе музея представлена коллекция скульптуры — подлинные фрагменты Триумфальных ворот Осипа Бове, решетки оград XIX—XX веков, садово-парковая скульптура XVIII—XIX веков.

Экспозиция музея
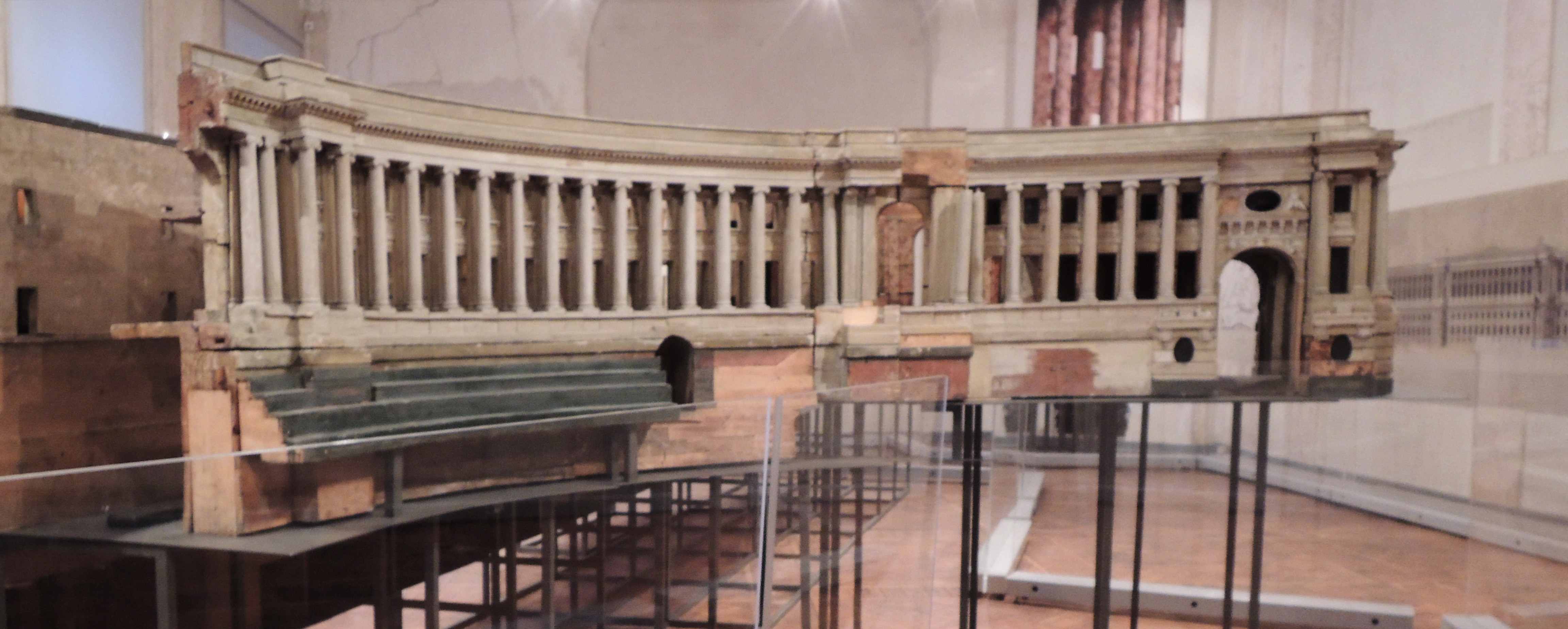
Модель Большого Кремлёвского дворца работы Василия Баженова, XVIII век
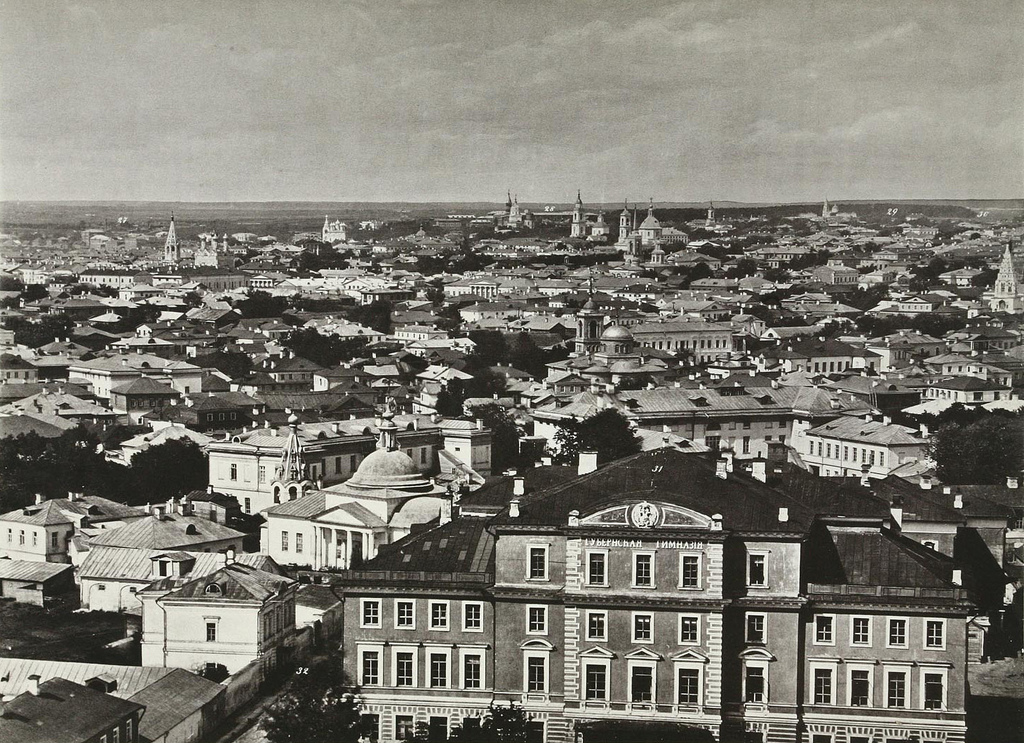
Вид на Пресню с храмом Девяти мучеников, 1867 год
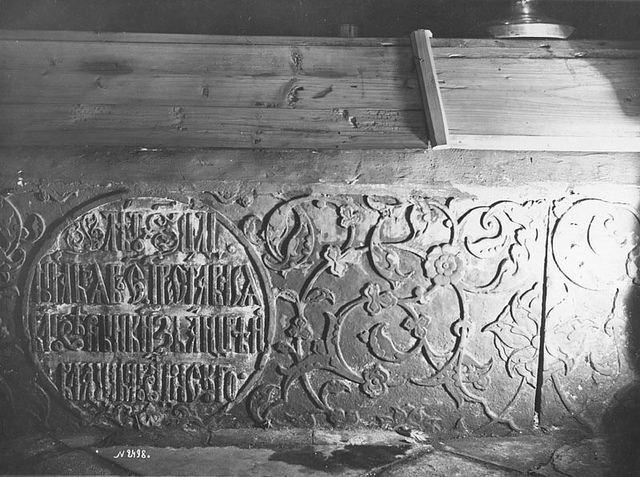
Надгробие князя Андрея Радонежского, 1895 год
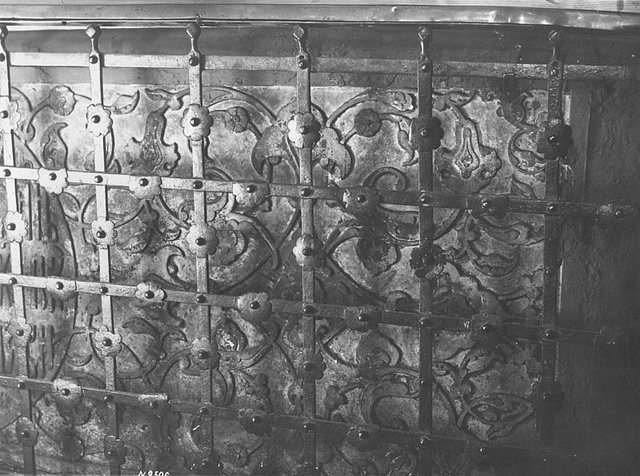
Надгробие Дмитрия Углицкого, 1905 год
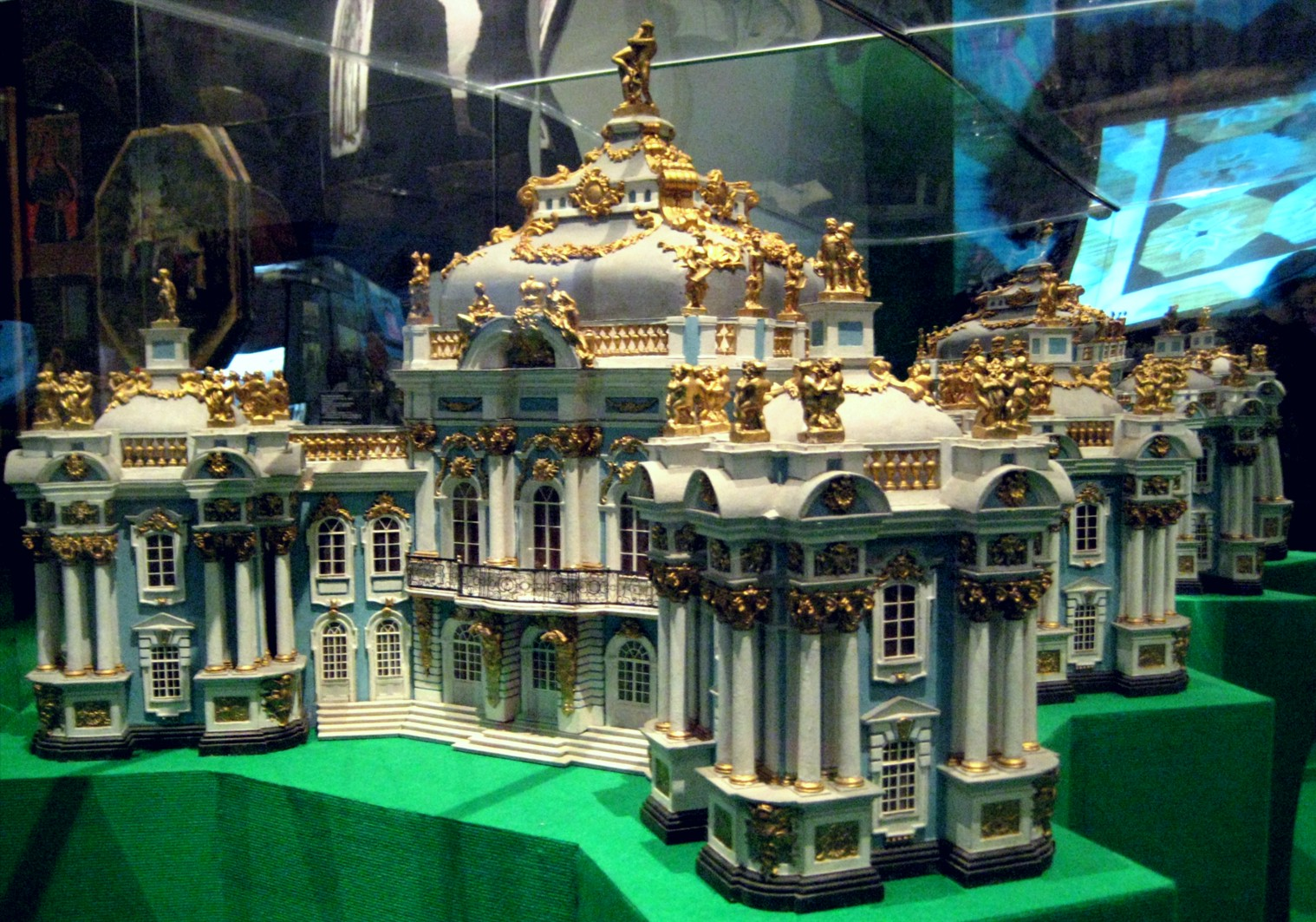
Модель Екатерининского дворца, 2009 год
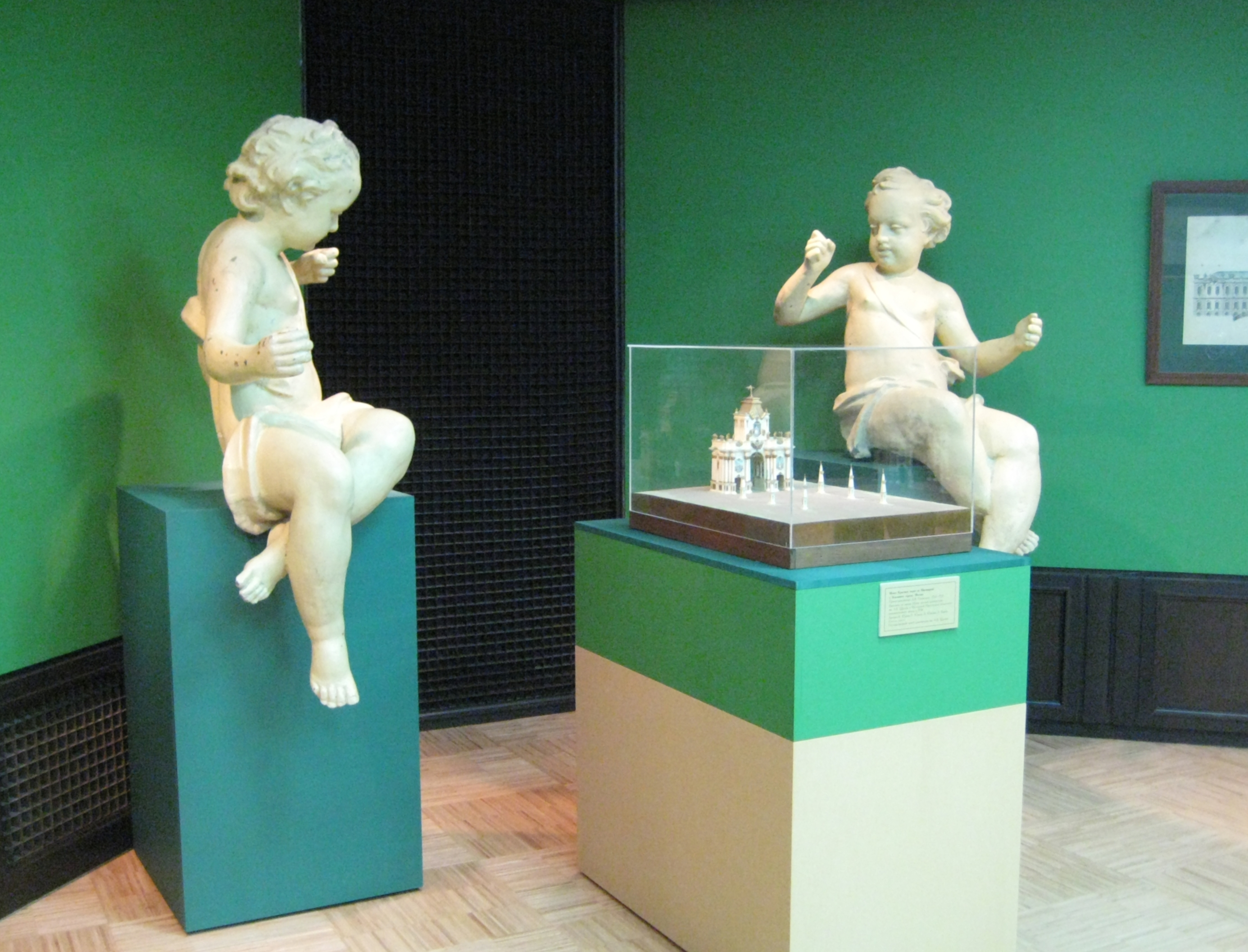
Макет Красных ворот, 2011 год
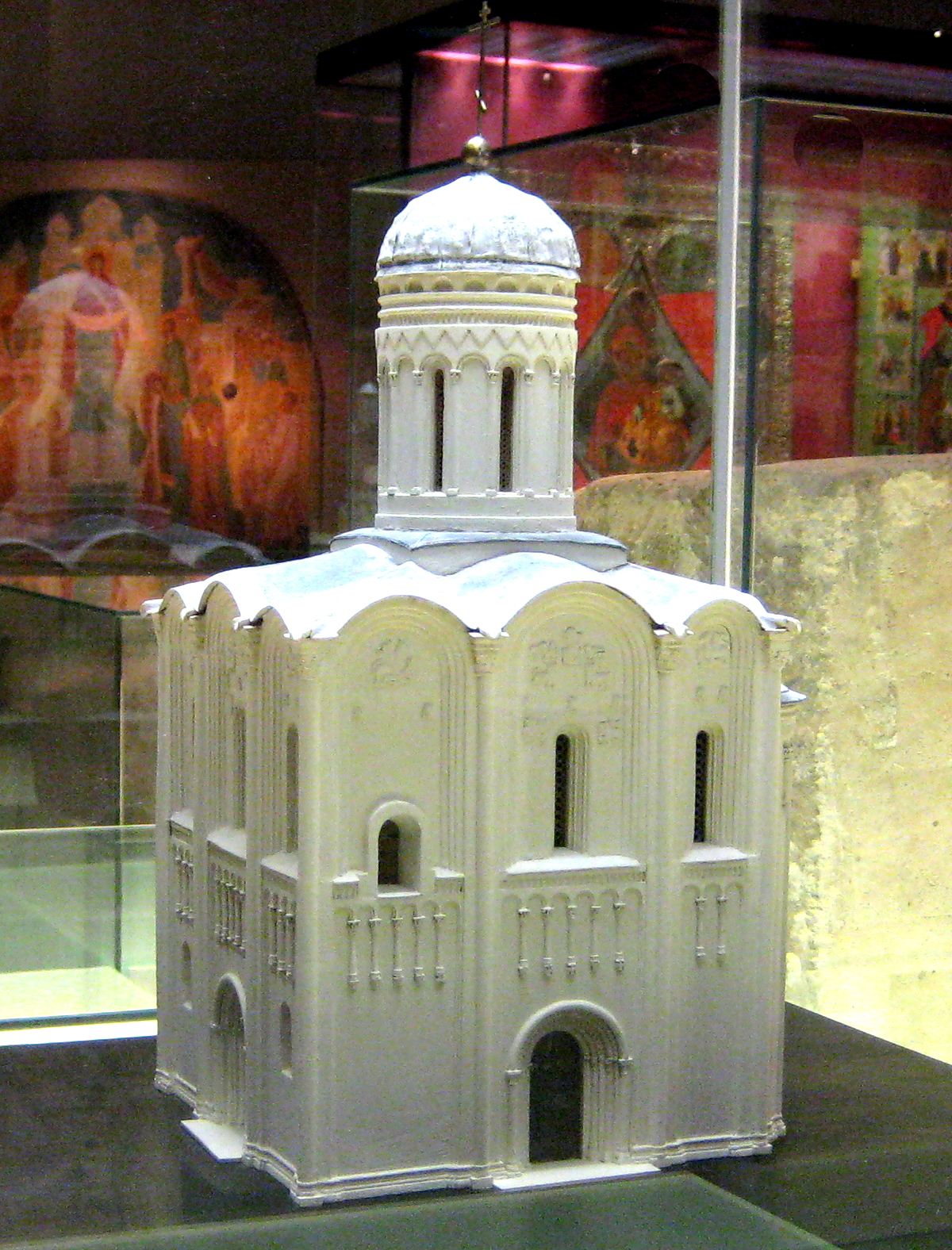
Макет церкви Покрова на Нерли, 1940 год
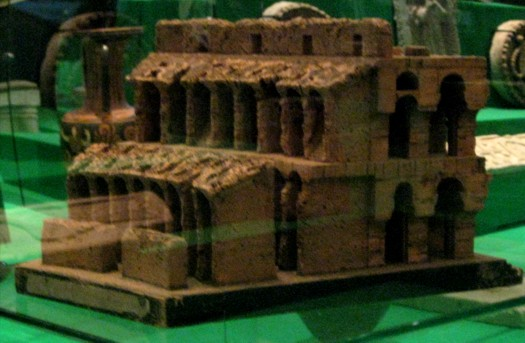
Римская мастерская архитектора Антонио Кики, 2009 год
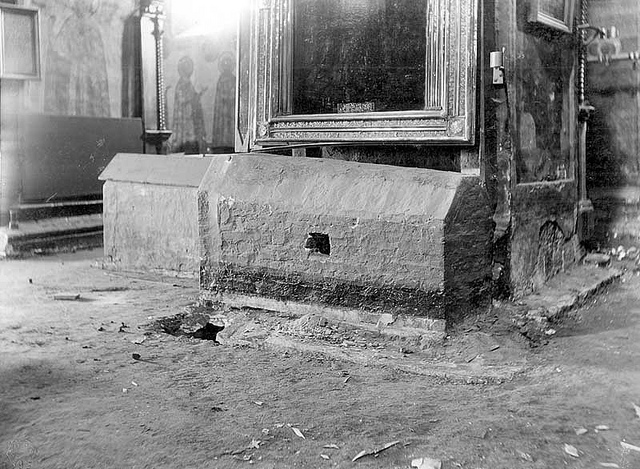
Надгробие Петра II в Архангельском соборе, 1905 год